# Ahmed Ier
Ahmed Ier (né le 18 avril 1590 – 22 novembre 1617) est le 14e sultan ottoman et un calife de l’islam qui règne du 22 décembre 1603 au 22 novembre 1617.

## Biographie
Fils de Mehmed III, Ahmed Ier monte sur le trône le 22 décembre 1603, à 14 ans, et meurt du typhus en 1617, à 27 ans. Il soumet l'Anatolie en proie aux révoltes des Celali et obtient quelques avantages sur l'empereur germanique Rodolphe II, auquel il accorde la paix de Zsitvatorok signée le 11 novembre 1606. En compensation, il met fin au paiement du tribut que le royaume de Hongrie lui verse, pratique jugée humiliante par Rodolphe II. Il s'agit d'un tournant dans les relations diplomatiques entre l'Empire ottoman et l'Occident chrétien. Pour la première fois, l'Empereur négocie sans exiger que l'on devienne son sujet.
Tout son règne est occupé à mener la deuxième guerre ottomano-persane, où il combat sans succès Abbas, le chah des Séfévides. À sa mort en 1617, son frère cadet Moustafa Ier lui succède.
La mosquée bleue est bâtie sous son règne et porte de ce fait son nom : Sultanahmet.

## Vie privée

### Favorites connues
- Mahfiruz (c. 1590 – ?)
- Kösem (c. 1589 – 3 septembre 1651), peut-être d'origine grecque.

### Enfants
Avec Mahfiruz :
- Prince Osman (3 novembre 1604 – 22 mai 1622), qui devient 16e sultan ottoman sous le nom d'Osman II.

Avec Kösem :
- Prince Mehmet (8 mars 1605 – 12 janvier 1621), qui est exécuté sur les ordres de son frère Osman II.
- Princesse Ayşe (en) (décembre 1605 – mai 1657), qui conclut huit mariages politiques avec différents vizirs. Elle était connue pour son influence politique avec sa sœur Fatma et surtout pour sa cruauté et son sang-froid.
- Fatma Sultan (1606-1670), qui conclut, comme sa sœur, sept mariages politiques avec différents vizirs. Comme sa sœur Aïcha elle était très influente durant le règne de ses frères.
- Princesse Gevherhan (en) (1608-1660), qui fut mariée successivement à deux grands vizirs, Oküz Mehmet Pacha et Topal Recep Pacha.
- Princesse Hanzade (en) (1609-21 septembre 1650), mariée à Bayram Pacha qui fut Grand Vizir en 1623. Après sa mort en 1638, Hanzade épousa Nakkas Mustafa Pacha. Elle eut une fille, mais on ignore quel époux d'Hanzade était son père.
- Prince Orhan (1609-1612)[réf. nécessaire], qui est mort de maladie.
- Prince Selim (27 juin 1611 – 27 juillet 1611)[réf. nécessaire], qui est mort de maladie.
- Prince Mourad (27 juillet 1612 – 8 février 1640), qui devint 17e sultan ottoman sous le nom de Mourad IV.
- Prince Kasım (tr) (début de 1614 – 17 février 1638), qui fut exécuté sur les ordres de son frère Mourad IV.

Autres enfants :
- Princesse Atike, qui conclut trois mariages avec différents hommes d'État ottomans.
- Prince Ibrahim (5 novembre 1615 – 18 août 1648), qui devint 18e sultan ottoman sous le nom d'Ibrahim Ier.
- Prince Cihangir (1609), qui est mort-né.
- Prince Hasan (25 novembre 1612 – 1615), qui est mort de diphtérie.
- Princesse Abide, qui fut mariée au gouverneur de Roumélie et de Bagdad, Moussa Pacha.
- Princesse Zeynep (1617-1619).

## Médias

### Cinéma
- Mahpeyker : La Sultane Kösem (2010), il est interprété par Gökhan Mumcu (tr).

### Télévision
- Muhteşem Yüzyıl: Kösem, saison 1, il est interprété par Ekin Koç.